# Täkksaare poolsaar
Täkksaare poolsaar (poolsaar = „Halbinsel“) ist eine Halbinsel in der Landgemeinde Saaremaa im Kreis Saare auf der größten estnischen Insel Saaremaa. Die Halbinsel bildet die Grenze zwischen den Buchten Arjulaht und Nõudla laht und der Ostsee. Die Halbinsel befindet sich im Kahtla-Kübassaare hoiuala. Die Halbinsel bildet den äußeren Osten von Saaremaa.
Die Halbinsel ist 1,4 Kilometer lang und 680 Meter breit.